# Cantonul Tulle-Campagne-Sud
Cantonul Tulle-Campagne-Sud este un canton din arondismentul Tulle, departamentul Corrèze, regiunea Limousin, Franța.

## Comune
- Les Angles-sur-Corrèze
- Chanac-les-Mines
- Le Chastang
- Cornil
- Gimel-les-Cascades
- Ladignac-sur-Rondelles
- Lagarde-Enval
- Laguenne
- Marc-la-Tour
- Pandrignes
- Saint-Bonnet-Avalouze
- Sainte-Fortunade
- Saint-Martial-de-Gimel
- Saint-Priest-de-Gimel

De hoofdplaats van het kanton is Tulle.